# Spa & Treatment
《Spa & Treatment》是東京事變的第七張DVD。起初僅接受林檎班的會員預定，然後在2010年3月26日起開跑的《東京事變 live tour 2010 Ultra C》巡迴演唱會會場上以優惠的價格發售，一般發售則於2010年8月25日與《Ultra C》一同發售。
此張DVD是收錄東京事變《東京事變 live tour 2007 Spa & Treatment》巡迴演唱會的其中一站，於2007年11月21日在Zepp Tokyo所舉行的，其演唱的歌曲及幕後花絮。

## 曲目
1. 復仇（Vengeance）
2. 酒與酒量差（酒と下戸，Sake & Nondrinker）
3. 歌舞伎（歌舞伎，The Kabuki,）
4. OSCA（OSCA，OSCA）
5. 匝道口（ランプ，Ramp）
6. Mirror Ball（ミラーボール，Mirror-ball）
7. 金魚箱（金魚の箱，Box of goldfish）
8. 群青日和（群青日和，Ideal days for ultramarine）
9. 小木偶（ピノキオ，Pinocchio）
10. 某都民（某都民，The citizens）
11. 月極姬（月極姫，Prinsesse mensuelle）
12. 地下鐵（メトロ，Metro）
13. 皮包內容（鞄の中身，Crosswalk）
14. 丸內虐待狂（丸の内サディスティック，Marunouchi Sadistic）
15. 閃光少女（閃光少女，Put Your Camera Down）
16. 私生活（私生活，Backstage,）
17. 修羅場（修羅場，The Rat's-nest,）
18. 黑貓道（黒猫道，My way）
19. Killer Tune（キラーチューン，Killer-tune）
Encore 1
20. 身體（Physical）
21. SSAW（SSAW，SSAW）
Encore 2
22. 透明人間（透明人間，Invisible Man）

### 特典映像
- 演唱會映像「能動的三分間」、「透明人間」[1]
  - 2009年12月30日 COUNTDOWN JAPAN09/10@大阪的國際展覽館
- 刄田綴色監督作品「NUDE：X-2」[1]
  - 為風景寫真

## 銷售排行

### Oricon 銷售榜(日本)
| 發行日期                      | 排行榜                 | 最高排名 | 第一週銷售量 | 總銷售量 | 連續上榜次數 |
| ----------------------------- | ---------------------- | -------- | ------------ | -------- | ------------ |
| 2010年8月25日 Spa & Treatment | Oricon DVD日銷售排行榜 | -        | -            | -        | 4週          |
| 2010年8月25日 Spa & Treatment | Oricon DVD週銷售排行榜 | 17       | 5,969        | -        | 4週          |
| 2010年8月25日 Spa & Treatment | Oricon DVD年銷售排行榜 | -        | -            | -        | 4週          |

### 其他銷售榜
| 名稱                          | 排行榜 | 首週  | 首週   | 最高  | 最高   | 連續上榜次數 |
| 名稱                          | 排行榜 | 排 行 | 銷售量 | 排 行 | 銷售量 | 連續上榜次數 |
| ----------------------------- | ------ | ----- | ------ | ----- | ------ | ------------ |
| 2010年8月25日 Spa & Treatment |        |       |        |       |        |              |
| Soundscan：DVD Top 20         | #15    | 5,929 | #15    | 5,929 | 1週    |              |

## 發行日期
| 國家 | 發行日期      | 發行形式                | 商品編號   | 定價      |
| ---- | ------------- | ----------------------- | ---------- | --------- |
| 日本 | 2010年3月26日 | DVD（會員、演唱會限定） | kro-10001  | 3,000日圓 |
| 日本 | 2010年8月25日 | DVD（一般發售）         | QIFK-50105 | 3,800日圓 |
| 台灣 | 2010年8月27日 | DVD（進口盤）           | QIFK-50105 | 1,069元   |

## 演唱會簡介
《東京事變 live tour 2007 Spa & Treatment》為二期東京事變第二次日本巡迴演唱會，總共在七個城市舉辦十四場的演唱會，場場皆吸引爆滿的觀眾前往感受東京事變的魅力。演唱會演唱的曲目以第三張專輯《娛樂》為主。另外演唱會上演唱的新曲目「閃光少女」於演唱會結束後，立即以DVD的形式發行。

### 演出人員
東京事變第二期成員
　椎名林檎 - 主　唱・吉他手

　龜田誠治 - 貝斯手

　刄田綴色 - 鼓　手

　　浮雲　 - 吉他手

　伊澤一葉 - 鋼琴手・吉他手

### 公演會場
| 日期           | 都道府縣 | 城市     | 場館         |
| -------------- | -------- | -------- | ------------ |
| 日本           |          |          |              |
| 2007年10月18日 | 神奈川縣 | 橫濱市   | 橫濱BLITZ    |
| 2007年10月25日 | 愛知縣   | 名古屋市 | Zeep Nogoya  |
| 2007年10月26日 | 愛知縣   | 名古屋市 | Zeep Nogoya  |
| 2007年10月31日 | 大阪府   | 大阪市   | Zeep Osaka   |
| 2007年11月1日  | 大阪府   | 大阪市   | Zeep Osaka   |
| 2007年11月2日  | 大阪府   | 大阪市   | Zeep Osaka   |
| 2007年11月7日  | 福岡縣   | 福岡市   | Zeep Fukuoka |
| 2007年11月8日  | 福岡縣   | 福岡市   | Zeep Fukuoka |
| 2007年11月10日 | 東京都   | 江東區   | Zeep Tokyo   |
| 2007年11月11日 | 東京都   | 江東區   | Zeep Tokyo   |
| 2007年11月14日 | 宮城縣   | 仙台市   | Zeep Sendai  |
| 2007年11月16日 | 北海道   | 札幌市   | Zeep Sapporo |
| 2007年11月20日 | 東京都   | 江東區   | Zeep Tokyo   |
| 2007年11月21日 | 東京都   | 江東區   | Zeep Tokyo   |

### 演唱會演出曲目
1. 復仇
2. 酒與酒量差
3. 歌舞伎
4. OSCA
5. 匝道口
6. Mirror Ball
7. 金魚箱
8. 群青日和
9. 小木偶
10. 某都民
11. 月極姬
12. 皮包內容
13. 丸內虐待狂
14. 閃光少女
15. 私生活
16. 修羅場
17. 黑貓道
18. Killer Tune
19. SSAW（Encore 1）
20. 透明人間（Encore 2）
21. 地下鐵（Encore 2）

1. 復仇
2. 酒與酒量差
3. 歌舞伎
4. OSCA
5. 匝道口
6. Mirror Ball
7. 金魚箱
8. 群青日和
9. 小木偶
10. 某都民
11. 月極姬
12. 地下鐵
13. 皮包內容
14. 丸內虐待狂
15. 閃光少女
16. 私生活
17. 修羅場
18. 黑貓道
19. Killer Tune
20. 身體（Encore 1）
21. SSAW（Encore 1）
22. 透明人間（Encore 2）

1. 復仇
2. 酒與酒量差
3. 歌舞伎
4. OSCA
5. 匝道口
6. Mirror Ball
7. 金魚箱
8. 群青日和
9. 小木偶
10. 某都民
11. 月極姬
12. 地下鐵
13. 皮包內容
14. 丸內虐待狂
15. 閃光少女
16. 私生活
17. 修羅場
18. 黑貓道
19. Killer Tune
20. 心（Encore 1）
21. SSAW（Encore 1）
22. 透明人間（Encore 2）

## 演唱會報導
- 電視演出
  - 01/05(土) 「東京事變 live tour 2007 Spa & Treatment」　富士電視台721（富士電視台TWO）　23:00～25:00[5]
  - 02/05(火) 「東京事變 live tour 2007 Spa & Treatment」　富士電視台（關東地區）　26:48～27:48[6]
  - 03/01(土) 「東京事變 live tour 2007 Spa & Treatment」　ＢＳ　19:00～20:55[6]

## 脚注